# Cherokee (Europe)
Cherokee è una canzone del gruppo musicale svedese Europe, estratta come quarto e ultimo singolo dall'album The Final Countdown nel novembre 1987.
Il brano descrive lo sterminio degli Indios d'America compiuto da "l'avidità dell'uomo bianco in cerca d'oro", come recita un verso della canzone.
La canzone è stata campionata nel singolo I Believe del duo elettropop francese Galleon nel 2001.

## Video musicale
Il video musicale del brano è stato girato nella Provincia di Almería, Spagna, nelle vicinanze del luogo in cui Sergio Leone ha realizzato il famoso film spaghetti western Per un pugno di dollari (1964).

## Tracce
versione 7"
1. Cherokee – 4:12 (Joey Tempest)
2. Heart of Stone – 3:46 (Tempest)

versione CD e 12"
1. Cherokee – 4:12 (Tempest)
2. Danger on the Track – 3:45 (Tempest)
3. Stormwind – 4:29 (Tempest)

### Lato B
I lati B del singolo, a seconda delle versioni, furono Heart of Stone e Danger on the Track, brani anch'essi inclusi nell'album The Final Countdown, e Stormwind, singolo estratto dal secondo album del gruppo Wings of Tomorrow nel 1984.

## Formazione
- Joey Tempest – voce
- John Norum – chitarra
- John Levén – basso
- Mic Michaeli – tastiera
- Ian Haugland – batteria

## Classifiche
| Classifica (1987) | Posizione massima |
| ----------------- | ----------------- |
| Finlandia         | 19                |
| Paesi Bassi       | 86                |
| Stati Uniti       | 72                |